# Wichian Klanpraserts død
Wichian Klanprasert (thai: วิเชียร กลั่นประเสริฐ) var en thailandsk politiofficer der angiveligt blev dræbt af Vorayuth Yoovidhya (thai: วรยุทธ อยู่วิทยา), med tilnavnet "Boss", barnebarn af milliardæren Red Bull medstifter Chaleo Yoovidhya, i en hit-and-run-ulykke (trafikulykke, hvor føreren stikker af) i Bangkok, den 3. september 2012. Vorayuth Yoovidhya blev tiltalt for blandt andet hensynsløs kørsel, der forårsager skade på andre eller død, og for ikke stopper, for at hjælpe offeret. Han mødte imidlertid aldrig op til retsmøder, der blev udsat af hans advokat med forskellige begrundelser. Den 27. april 2017 udeblev han atter fra et retsmøde, hvor det viste sig, at han var fløjet til Singapore et par dage tidligere, og derfra forsvundet til frivilligt eksil, et ukendt sted. En international arrestordre blev efterfølgende udstedt.
I 2020 valgte politiet dog at frafalde alle tiltaler, hvilket offentligheden først fik information om en måned senere gennem det amerikanske nyhedsmedie CNN, den 23. juli. Oplysningen medførte stor offentlig debat og kritik, og blev blandt andet et emne ved studenterdemonstrationerne i 2020. Premierminister Prayuth Chan-o-cha benægtede, at regeringen have hjulpet "Boss" med at slippe for straf og foranledigede sagen gransket. Et undersøgelsespanel fandt fejl i arbejdet blandt 20 politifolk. Efterfølgende blev Vorayuth "Boss" Yoovidhya tiltalt for kokainbrug og hensynsløs kørsel, der forårsagede død, og en ny international arrestordre blev udstedt den 23. september 2020.
Myndighederne kritiseres for, at der forskel på straf, afhængig af økonomisk status. Kun hensynsløs kørsel er endnu ikke faldet for forældelsesfrist, denne forseelse har en frist på 15 år og udløber den 3. september 2027, hvorefter Vorayuth Yoovidhya kan vende tilbage til Thailand uden straf.

## 2012 hit-and-run-ulykke
Red Bull arvingen, Vorayuth "Boss" Yoovidhya, dræbte angiveligt politiofficer Wichian Klanprasert ved en trafikulykke på Sukhumvit-vejen i Bangkok, om morgenen den 3. september 2012, hvor han ved hensynsløs kørsel kolliderede med betjentens motorcykel, og slæbte betjentens krop mere end 100 meter langs vejen, fastklemt under sin Ferrari-bil. I stedet for at standse, fortsatte Yoovidhya væk fra ulykken i sin bil, hvorved det blev en sådkaldt hit-and-run-ulykke.
Politiet kunne via motorolie på gaden spore flugtvejen hen til Vorayuth Yoovidhyas far, Chalerm Yoovidhyas ejendom i sidegade 53, hvor den beskadigede Ferrari holdt. Vorayuth Yoovidhya blev efterfølgende anklaget for ulykken, men undlod at give møde ved utallige indkaldelser til retten, hvor hans advokater fremkom med en række indsigelser, der medførte udsættelser.
Efter fem år blev Vorayuth Yoovidhya sigtet med trussel om anholdelse, men to dage før retsmødet fløj han til Singapore i sit private jetfly. Den 27. april 2017, dagen hvor han skulle møde i retten i Bangkok, forlod han Singapore uden sit private jetfly og forsvandt. Politiet anmodede om annullering af Yoovidhyas thailandske pas, hvilket effektueres i begyndelsen af maj måned. Yoovidhya var ikke nødvendigvis immobiliseret ved at få sit thailandske pas tilbagekaldt, da det er muligt at få et pas i flere lande, ved at foretage investering på et vis minimumsniveau, hvilket næsten svarer til at købe et pas mod kontant betaling. Den 28. august udsendete Interpol meddelelse om arrestation af Yoovidhya, efter anmodning fra det thailandske politi.

## Tidslinje

### 2012
Politiets tidslinje:
- 3. september, 5:30. Rapport modtages om, at en politibetjent er dræbt i en trafikulykke. Politiet finder en motorcykel, liget af politibetjent Wichian Klanprasert og spor af olie.
- 3. september, 7:00. Motorolie på gaden spores til Chalerm Yoovidhyas ejendom i sidegade 53 til hovedgaden Sukhumvit i Bangkok. Politiet anmoder om en ransagningskendelse fra retten.
- 3. september, 9:15. Efterforskningsofficerer inspicerer en skadet Ferraribil, der er parkeret ved huset. Chalerm Yoovidhya overgiver sin søn, Vorayuth Yoovidhya, til politiet.
- 3. september, 9.30. Politiet anklager Vorayuth Yoovidhya for hensynsløs kørsel med dødsfald til følge, for ikke at stoppe for at hjælpe tilskadekomne, samt for ikke anmelde ulykken. Vorayuth Yoovidhya benægter alle anklager. Politiet foretager ikke en urinprøve for stoffer og indsamler ikke alle relevante beviser.
- 3. september, 13:00. Politiet konfiskerer Ferraribilen og sender den til det bilinspektionen, samtidig søges der efter vidner til ulykken.
- 3. september, 15:10. Anklagede, Vorayuth Yoovidhya, frigives midlertidigt mod en kontant garanti på 500.000 baht (cirka 100.000 DKK). (Dette var forkert, da i tilfælde af overgivelse uden arrestordre, skal politiet opfordre retten til at udstede en kendelse, i henhold til straffelovens § 134).
- 3. september, 16:30. Anklagede, Vorayuth Yoovidhya, sendes til Bumrungrad Hospital for at få taget blodprøver for spor af eventuel alkohol og stoffer.
- 5. september. Undersøgelsesteamet modtager en rapport om tilstanden for begge køretøjer, der er involveret i ulykken. Ifølge politi-oberst, Somyot Abniams vidnesbyrd, blev de to køretøjer kørt med en hastighed på ikke over 80 kilometer i timen. Alkoholblodprøven viser 64,68 µg alkohol pr. 100 ml blod (0,65 promille).
- 6. september. Overvågningsoptagelser indsamles cirka 150 meter fra ulykkesstedet og sendes til retsmedicinsk kontor, for at udregne hvilken hastighed, Vorayuth Yoovidhyas Ferrari kørte med.
- 8. september. Jaruchart Maadthong, et nøglevidne, der døde i en motorcykelulykke i 2020, forklarer, at han kørte i en pickupbil, da han så en motorcykel skifte fra bane et til to. Han skiftede derefter selv til bane et og hørte et kraftigt sammenstød bag sig, men vendte sig ikke om for at se.
- 13. september. Vorayuth Yoovidhyas anden blodprøve viser tilstedeværelse af alprazolam, benzoylecgonin, cocaethylen og koffein i blodet.
- 17. september. Politiet modtager testresultater af jord på såler af anklagedes sko, måtter på gulvet i hans bil og førersædet.
- 26. september. Hastighedsberegning fra overvågningsoptagelserne viser, at bilen kørte med 177 km/t.
- 11. oktober. Et svar fra Ramathibodhi Hospital forklarer, at alprazolam kan stamme fra sovepiller eller et antidepressivt middel, benzoylecgonin fremkommer ved indtagelse af kokain, cocaethylen produceres efter kokain blandes med alkohol, koffein findes i te, kaffe og energidrikke.
- 28. oktober. Institut for retsmedicin reagerer med, at benzoylecgonin og cocaethylen stammer fra kokain, der ikke er blandet med mad.
- 20. november. Yoovidhyas advokat beder om at afhøre den læge, der undersøgte den tiltaltes blod, samt en tjenestepige hos den mistænkte.
- 2. december. Lægen, der undersøgte Yoovidhyas blod for alkoholindhold vidner om, at hvis tiltalte havde indtaget alkohol tidligt om morgenen, ville blodalkoholniveauet være på 328,11 procent, hvilket ville resulterede i bevidstløshed og vedkommende ville være ude af stand til at føre et køretøj. Der blev ikke indhentet udtalelser fra andre eksperter, hvorfor undersøgelsen er ufuldstændig.
- 15. december. Politiet afhører en tjenestepige i anklagedes hjem. Hun siger, at anklagede var begyndt at drikke klokken 7 om morgenen, efter ulykken.

### 2013
Politiets tidslinje:
- 10. januar. Vorayuth Yoovidhyas advokat beder om, at den anklagedes tandlæge, Dr. Narong Potiket, og hospitalets medicinske chef, Dr. Vichan Peonim, afhøres i forhold til fund af kokain i anklagedes blod.
- 16. januar. Dr. Peonim udtaler, at tilstedeværelsen af fremmede stoffer i Yoovidhyas blod kan være forårsaget af medicinsk behandling eller falske resultater fra antibiotika. Tandlæge Dr. Potiket hævder, at han havde ordineret 500 mg Amoxicillin til anklagede, dette antibiotikum blev dog ikke testet for at se, om det ville skabe benzoylecgonin og cocaethylen i blodet.
- 14. februar. Politioberst Suraphol Detrattanavinai forklarer som ekspertvidne, at Yoovidhyas Ferrari havde lidt moderat skade, hvilket betyder, at den ikke kørte mere end 70 til 80 km/t, da den ramte motorcyklen.
- 26. februar. Anklagede tiltales for blandt andet hensynsløs kørsel, der forårsager skade på andre eller død, og for ikke stopper, for at hjælpe offeret. Politiet undlader at rejse tiltale for hensynsløs kørsel under indflydelse, resulterende i skader eller død, samt hastighedsoverskridelse, fordi personen, der kunne have rejst anklagen er død, og hastighedsoverskridelse i påvirket tilstand ikke kan gøres gældende, da anklagede havde drukket efter ulykken.

### 2017
- Indtil 27. april. Vorayuth Yoovidhyas advokat beder om udsættelse af retsmøder adskillige gange, med påstande om sygdom,  om uretfærdig behandling, om at tidsfristen for flere anklager er udløbet, og om at anklagede ikke har tid på grund af udenlandske forretningsrejser.[5]
- 25. april. Yoovidhya flyver til Singapore i sit private jetfly.[4]
- 27. april. Dagen hvor Yoovidhya skulle møde i retten i Bangkok, forlader han Singapore uden sit private jetfly og forsvinder.[5][7]
- 28. april. Kriminalretten godkender en arrestordre, da Yoovidhya er udeblevet fra retsmøder.[8]
- Maj. Politiet anmoder om annullering af Yoovidhyas thailandske pas, hvilket effektueres i begyndelsen af maj måned. Yoovidhya er ikke nødvendigvis immobiliseret ved at få sit thailandske pas tilbagekaldt, da det er muligt at få et pas i flere lande, ved at foretage investering på vis et minimumsniveau, hvilket næsten svarer til at købe et pas mod kontant betaling.[4]
- 28. august. Interpol udsender en meddelelse om arrestation af Yoovidhya, efter anmodning fra det thailandske politi.[6]

### 2020
- 23. juli. CNN oplyser, at alle tiltaler mod Red Bull-arvingen Vorayuth "Boss" Yoovidhya er frafaldet i Thailand.[9]
- 24. juli. Det thailandske politi bekræfteder, at de har tilbagekaldt alle anklager på bebudelse fra statsadvokaten og Yoovidhya derfor frit kan vende tilbage til Thailand, men at sagen kan genåbnes, hvis der fremkommer nye beviser. Nyheden medfører offentlig kritik og raseri, samt opfordring til at boykotte Red Bull under hashtaget #BossYoouvidhya, der placerer sig blandt de øverste på Twitter.[10][11]
- 25. juli. TCP Group, der er ejer det thailandske Red Bull-varemærke, og som Vorayuth Yoovidhyas far er medejer af, sammen med Yoovidhyas onkel, og en østrigsk partner, udsender en pressemeddelelse, hvori det præciseres, at "Vorayuth Yoovidhya aldrig har påtaget sig nogen rolle i ledelsen og den daglige drift af TCP Group, aldrig har været aktionær, og han har heller ikke haft nogen ledende stilling i TCP Group".[10]
- 27. juli. Politichef Chakthip Chaijinda indleder en intern efterforskning om sagen med et undersøgelsespanel.[12]
- 1. september. Premierminister Prayut Chan-o-cha indrømmer, at der er uagtsomhed i behandlingen af sagen,[13] efter et undersøgelsespanel finder adskillige fejlbehandlede forhold.[14]
- 12. september. Undersøgelsespanelet finder, at politibetjente, offentlige anklagere, advokater og civile, angiveligt er skyldige i forseelse i deres håndtering af sagen.[15]
- 18. september. Vorayuth "Boss" Yoovidhya tiltales for kokainbrug og hensynsløs kørsel, der forårsagede død.[16]
- 22. september. Premierminister Prayuth Chan-ocha beordrer myndighederne til at udstede Interpol Red Notice arrestordre.[17]
- 2. oktober. Interpol bekræfter, at Red Notice arrestordre er udstedt.[18]

### 2022
- 18. maj. Anklagemyndigheden beslutter at afskedige topanklager Nate Naksuk, efter at have fundet ham skyldig i uagtsomhed i udførelsen af hvervet med behandlingen af den højtprofilerede hit-and-run-sag.[19]
- 2. december. Anklagemyndigheden beslutter at afskedige senioranklgaer Chainarong Saengthong-aram, efter at have fundet ham skyldig i bevismanipulation vedrørende bilens hastighed ved ulykken, nedvurderet fra 177 km/t til under 80 km/t.[20]

### 2023
- 5. september. Den Nationale Anti-Korruptionskommission anklager 15 embedsmænd for påstået uredelighed ved, at frafalde anklager mod Vorayuth "Boss" Yoovidhya.[21]

### 2024
- Juni. Chalerm Yoovidhya, milliardæren bag Red Bull energidrik, indledte retssager med påstand om ærekrænkelse hvor kræver erstatning på 50 millioner baht (cirka 10 millioner kroner) i forbindelse med påstande om bestikkelse.[22]

### 2025
- April. Den tidligere viceanklager Nate Naksuk og den tidligere anklager Chainarong Sangthongaram blev idømt henholdsvis tre og to års fængsel for magtmisbrug, for at hjælpe en person med at undgå retsforfølgelse.[23]

## Efterfølgende begivenheder

### Alle tiltaler frafaldes
Den 23. juli 2020 kom det frem i internationale medier, at alle anklager var blevet "droppet", tillige den internationale arrestordre, og Vorayuth Yoovidhya derfor kunne vende frit tilbage til Thailand. Det var CNN, der først bragte nyheden til offentligheden, en måned efter politiet havde droppet anklagerne. Begrundelsen blev angivet til, at den dræbte politimands familie allerede var blevet økonomisk kompenseret. Parlamentsmedlemmet Sira Jenjaka fra Phalang Pracharath-partiet opponerede mod beslutningen og sagde, at »fængsel er ikke kun for fattige.« Senere blev det publiceret, at to nye vidner var kommet frem. De sagde, at politimanden havde kørt ind foran Boss' bil. Det ene ny vidne omkom kort efter i en trafikulykke i Chiang Mai, og i samme forbindelse blev vidnets mobiltelefon stjålet og tilintetgjort. Begrundelse for at "droppe sagen" var tillige, at det blev påvist, at de første hastighedsberegninger var forkerte, og bilen ikke havde overskredet de 80 km/t hastighedsbegrænsning, da den kun kørte 79 km/t i stedet for 177 km/t. De oplysninger blev efterfølgende draget i tvivl med nye hastighedsberegninger. Yderligere fremkom der dokumention for, at Boss var påvirket af kokain under kørslen.
Sagen mod Boss foruroligede premierminister Prayuth Chan-o-cha, der benægtede at regeringen hjalp Boss med at slippe for "mordanklage". Boss-sagen blev tilmed et emne under nogle de igangværende demokratidemonstrationer mod regeringen. Anklageren, der havde "droppet sagen" tilbød at træde tilbage.

### Undersøgelse af sagen
Et undersøgelsespanel, der undersøgte den påståede fejlbehandling af Vorayuth "Boss" Yoovidhya-sagen, fandt fejl i arbejdet blandt 20 politifolk, herunder en vicekommissær og efterforskere, inklusive politi-oberst Thanasit Taengchan, der ændrede sin erklæring om hastighed fra 177 km/t til 79,22 km/t. Taengchan sagde, at en højtstående kommandør havde overbevist ham om at sænke hastigheden på Boss' Ferrari til lige under hastighedsgrænsen på 80 km/t.
Panelet mente, at Yoovidhya muligvis havde til "hensigt om at dræbe" Wichian Klanpraserts, da Vorayuths undlod at stoppe efter ulykken, og trak politibetjenten under Ferrari-bilen mere end 100 meter langs vejen.
Panelet fandt, at personerne, der behandlede sagen, brugte juridiske smuthuller fra begyndelsen, med hensigt om at hjælpe den mistænkte til unddragelse af retsforfølgelse. Anklagen om spirituskørsel blev bevidst fjernet af politiets efterforskere med begrundelse om, at Yoovidhya indtog alkohol efter ulykken. Efterforskningen af ulykken trak ud i seks måneder og gav den mistænkte en mulighed for at forlade landet, hvilket igen forsinkede den juridiske proces yderligere, fordi den mistænkte derefter ikke kunne lokaliseres, skønt det oprindelige hold af anklagere havde besluttet at tiltale Yoovidhya in absentia. Desuden var der den retsmedicinske officer, der blev presset til at ændre sit vidnesbyrd om Ferrari-bilens hastighed. Panelet anbefalede premierminister Prayut Chan-o-cha, at henviste sagen til den Nationale Antikorruptions Kommission, til Kontoret for Pengehvidvask, til Anklagemyndigheden og til Thailands Lovråd, og bede dem overvejer juridiske og disciplinære skridt mod de, der angiveligt var involveret i sammensværgelsen.
Undersøgelsespanelet konkluderede den 12. september, at forskellige personer, herunder politibetjente, offentlige anklagere, advokater og civile, angiveligt var skyldige i forseelse i deres håndtering af sagen. To af de anklagede har rank af politi general.

### Genoptagelse med nye tiltaler
Vorayuth "Boss" Yoovidhya-sagen skabte offentligt raseri. En række efterforskninger pegede på udbredte mangler i et retssystem, der synes at virke til fordel for rige, med gode forbindelser til embedsværket. Den 18. september, to måneder efter myndighederne uventet frafaldt anklagerne mod Yoovidhya, accepterede statsadvokaten nye anklager for kokainbrug og hensynsløs kørsel, der forårsager død. Selv om en tidligere anklage for hensynsløs kørsel med død til følge var frafaldet, viste en ny undersøgelse af sagen, at den mistænkte havde taget kokain. Da der tidligere ingen retslige skridt var truffet mod ham på grund af narkotika, var det en ny anklage. Yderligere havde fysikprofessor ved Chulalongkorn Universitet, Sathon Wicharnwannarak, beregnet hastigheden på anklagedes Ferrari til 110-145 km/t på tidspunktet for påkørslen, og den offentlige transportekspert, Samart Ratchapolsitte, beregnede hastigheden til 160-190 km/t, hvilke ikke var med i den tidligere efterforskningsrapport, og derfor betragtedes som nye beviser. Forældelsesfristen er 15 år for hensynsløs kørsel med død til følge, med udløb den den 3. september 2027, mens fristen for kokainmisbrug er 10 år, med udløb den 3. september 2022.
Den 23. september bad politiet Interpol om at udstede en ny arrestordre på Vorayuth "Boss" Yoovidhya. Den 2. oktober bekræftede Interpol at en såkaldt Red Notice arrestordre var udstedt, hvilket dog ikke er ensbetydende med magt, til at anholde den efterlyste person. Hvor Yoovidhya opholder sig er ukendt, og det er ikke sikkert at alle Interpols 194 medlemslande vil informere om hans bevægelser, og hvis han har skiftet pas, kan hans bevægelser ikke registreres. Det er muligt at få et pas i flere lande, ved at foretage investering på et vis minimumsniveau, hvilket næsten svarer til at købe et pas mod kontant betaling.

### Kritik af myndighederne
Offentlig tro på Thailands retssystem blev rystet i 2020, da det kom frem, hvorledes mangtfulde forbindelser kunne fordreje sagsbehandlingen af Red Bull-arvingen Vorayuth "Boss" Yoovidhya's hit-and-run-ulykke. Ifølge Thailands justitsinstitut tager de fleste sager om "hensynsløs kørsel med dødsfald" ikke mere end 14 dage at efterforske, og yderligere otte dage for den offentlige anklager at beslutte, om de skal rejses tiltale ved retten. Medlemmer af Yoovidhya-klanen begyndte at distancere sig offentligt fra Vorayuth for at minimere skandalens indvirkning på deres forretning. Imidlertid tydede det ved udgangen af 2020 på, at den magtfulde familie stadig trækker i trådene, da den ny internationale arrestordre fra begyndelsen af oktober, var blevet fjernet fra Interpols liste. Myndighederne sagde, at de ikke kunne anklage Vorayuth, før han blev fysisk anholdt og bragt for retten. I mellemtiden kom der forsat oplysningerbliver frem om, at "jet-set-flygtningen" blev set på forskellige topdestinationer rundt om i verden.

### Nye anklager mod embedsfolk
Den 5. september 2023 anklagede Den Nationale Anti-Korruptionskommission 15 embedsmænd – herunder den tidligere nationale politichef Somyot Poompanmuang og den tidligere vicestatsadvokat Nate Naksuk – for påstået uredelighed ved at frafalde anklager mod Vorayuth "Boss" Yoovidhya og sagde, at der var blevet manipuleret med beviser i forhold til den hastighed, hvormed Boss kørte på det tidspunkt, hvor hans køretøj kolliderede med Wichian Klanpraserts motorcykel.
Den 22. april 2025 blev tidligere viceanklager Nate Naksuk og den tidligere anklager Chainarong Sangthongaram idømt henholdsvis tre og to år for magtmisbrug, af den centrale straffedomstol for korruptions- og misbrugssager i Bangkok, for at hjælpe en person med at undgå retsforfølgelse. De var blandt otte personer, der blev anklaget for at have konspireret, for at ændre den registrerede hastighed på Ferrari'en, der blev kørt af Vorayuth "Boss" Yoovidhya, for at hjælpe ham med at undgå en sigtelse for fartoverskridelse. De resterende seks personer blev frifundet på grund af mangel på beviser. Retten beordrede imidlertid alle otte tilbageholdt, i afventning af en appel. De blev senere løsladt mod kaution.

### Bestikkelses beskyldninger
Chalerm Yoovidhya, milliardæren bag Red Bull energidrik og far til Vorayuth "Boss" Yoovidhya, blev anklaget for bestikkelsesbeskyldninger, fremsat af en tidligere politibetjent, Wirut Sirisawatibutr, og en klummeskribent for mediet Sueb Jark Khao, der publicerede beskyldningen den 7. april 2024. Wirut nævnte, at Chalerm havde betalt 300 millioner baht (cirka 60 millioner kroner) i bestikkelse for at redde sin søn, Vorayuth Yoovidhya, fra en retssag efter den dødbringende ulykke i 2012. Chalerm nægtede og indledte retssager med påstand om ærekrænkelse, hvor han kræver erstatning på 50 millioner baht (cirka 10 millioner kroner) i forbindelse med påstanden om bestikkelse.